# زندگی سگی (فیلم ۱۹۵۰)
زندگی سگی (ایتالیایی: Vita da cani) فیلمی ایتالیایی در سبک کمدی به کارگردانی ماریو مونیچلی و استنو است که در سال ۱۹۵۰ منتشر شد. از بازیگران آن می‌توان به آلدو فابریتسی، جینا لولوبریجیدا و مارچلو ماسترویانی اشاره کرد.